# Magyarország kereskedelemügyi minisztereinek listája
Magyarország kereskedelemügyi minisztereinek listája az 1889. június 16-án a korábbi Földművelés-, Ipar- és Kereskedelemügyi Minisztériumról leválasztott és 1935. július 31-én a Közmunka- és Közlekedésügyi Minisztériummal összevont, egykori önálló Kereskedelemügyi Minisztérium vezetőit tartalmazza időrendben, hivatali idejük megjelölésével. A poszt közvetlen előd- és utódminisztériumi betöltőiről lásd a fentebbi két listát.

## Magyarország kereskedelemügyi miniszterei

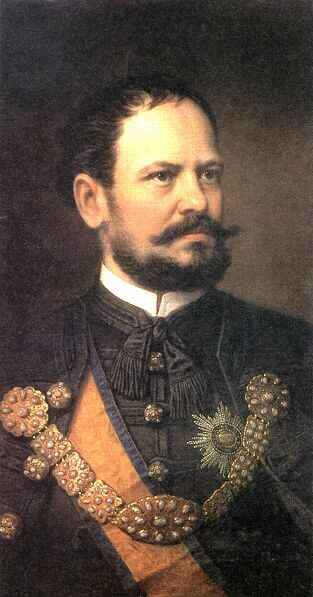
Baross Gábor (Barabás Miklós festménye)

| Név                           | Hivatal kezdete      | Hivatal vége         |
| ----------------------------- | -------------------- | -------------------- |
| Baross Gábor                  | 1889. június 16.     | 1892. május 8.       |
| Wekerle Sándor ideiglenesen   | 1892. május 9.       | 1892. június 16.     |
| Lukács Béla                   | 1892. június 16.     | 1895. január 15.     |
| Dániel Ernő                   | 1895. január 15.     | 1899. február 26.    |
| Hegedüs Sándor                | 1899. február 26.    | 1902. március 4.     |
| Horánszky Nándor              | 1902. március 4.     | 1902. április 19.    |
| Láng Lajos                    | 1902. április 19.    | 1903. november 3.    |
| Hieronymi Károly              | 1903. november 3.    | 1905. június 18.     |
| Vörös László                  | 1905. június 18.     | 1906. április 8.     |
| Kossuth Ferenc                | 1906. április 8.     | 1910. január 17.     |
| Hieronymi Károly              | 1910. január 17.     | 1911. május 4.       |
| Lukács László ideiglenesen    | 1911. május 5.       | 1911. október 18.    |
| Beöthy László                 | 1911. október 18.    | 1913. július 13.     |
| Harkányi János                | 1913. július 13.     | 1917. június 15.     |
| Serényi Béla                  | 1917. június 15.     | 1918. január 25.     |
| Szterényi József              | 1918. január 25.     | 1918. október 31.    |
| Garami Ernő                   | 1918. október 31.    | 1919. március 21.    |
| Landler Jenő népbiztos        | 1919. március 21.    | 1919. augusztus 1.   |
| Dovcsák Antal ideiglenesen    | 1919. augusztus 1.   | 1919. augusztus 6.   |
| Szüry János ideiglenesen      | 1919. augusztus 7.   | 1919. augusztus 15.  |
| Friedrich István ideiglenesen | 1919. augusztus 15.  | 1919. augusztus 17.  |
| Heinrich Ferenc               | 1919. augusztus 17.  | 1919. szeptember 17. |
| Hegyeshalmi Lajos             | 1919. szeptember 17. | 1919. november 25.   |
| Heinrich Ferenc               | 1919. november 25.   | 1920. március 15.    |
| Korányi Frigyes               | 1920. március 15.    | 1920. március 28.    |
| Emich Gusztáv                 | 1920. március 28.    | 1920. július 19.     |
| Rubinek Gyula                 | 1920. július 19.     | 1920. december 16.   |
| Hegyeshalmi Lajos             | 1920. december 16.   | 1922. június 16.     |
| Walko Lajos                   | 1922. június 16.     | 1926. október 15.    |
| Herrmann Miksa                | 1926. október 15.    | 1929. augusztus 31.  |
| Bud János                     | 1929. augusztus 31.  | 1931. augusztus 24.  |
| Kenéz Béla                    | 1931. augusztus 24.  | 1932. október 1.     |
| Fabinyi Tihamér               | 1932. október 1.     | 1935. március 4.     |
| Bornemisza Géza               | 1935. március 4.     | 1935. július 31.     |